# Bardo, la cronaca falsa di alcune verità
Bardo, la cronaca falsa di alcune verità (Bardo, falsa crónica de unas cuantas verdades, noto semplicemente come Bardo) è un film del 2022 montato e diretto da Alejandro González Iñárritu.

## Trama
Il film segue le bizzarre avventure di Silverio Gama, un documentarista messicano.

## Produzione
Inizialmente intitolato "Limbo", Bardo è il primo film di Iñárritu dai tempi di Amores perros girato e prodotto interamente in Messico, nonché il primo in lingua spagnola da Biutiful (ambientato a Barcellona). Sempre dai tempi di Amores perros, è la prima volta che il regista messicano torna al montaggio di una sua stessa pellicola, firmando per la prima volta anche la colonna sonora insieme a Bryce Dessner.
Dopo una parentesi col digitale con Birdman e The Revenant, Iñárritu è tornato a girare su pellicola, questa volta su formato 65mm. Per la prima volta la fotografia sarà curata dall'iraniano Darius Khondji, dopo aver sempre lavorato coi suoi connazionali Rodrigo Prieto ed Emmanuel Lubezki. Le scenografie sono state realizzate da Eugenio Caballero, anche lui messicano e già vincitore del Premio Oscar per Il labirinto del fauno di Guillermo del Toro. 

## Distribuzione
La pellicola è stata presentata alla 79ª Mostra internazionale d'arte cinematografica di Venezia il 1º settembre 2022, dove era candidata al Leone d'oro al miglior film. Nel mese di novembre ha avuto una distribuzione limitata nella sale italiane prima di arrivare il 16 dicembre sulla piattaforma Netflix.

## Critica
Il film ha ricevuto generalmente critiche miste, con la critica divisa a metà da una parte e con il generale apprezzamento invece del pubblico dall'altra. Sul sito Rotten Tomatoes riporta un punteggio pari al 60% di giudizi positivi basati su un totale di 163 recensioni professionali e un voto di 5.60 su 10, con il responso generale che recita: «Tanto profondamente personale quanto impegnativo, Bardo, la falsa cronaca di alcune verità cammina incerto sul confine tra brillantezza e pura autoindulgenza». Il sito di recensioni Metacritic registra invece un punteggio pari a 53 su 100 e un voto di 6.5 su un totale di 35 recensioni professionali.
Davide Stanzione di Best Movie ha stroncato la pellicola assegnando 2,2 stelle su 5 e descrive Bardo come "il delirio d'onnipotenza di Iñárritu: un tronfio autoritratto felliniano in cui l'autore messicano infila la qualunque, meditazioni sul suo paese (cioè su se stesso…) e sfrenate fantasie grottesche, trovando però soltanto la misura - colma - di un gigantismo egoriferito e dai piedi d'argilla."  Anche il critico Carlo Valeri su Sentieri Selvaggi descrive la pellicola come "un’altra prova di esibizionismo formale del cineasta messicano, forse davvero l’ultima configurazione possibile dell’onanismo cinematografico da XXI secolo".

## Riconoscimenti
- 2023 - Premio Oscar
  - Candidatura alla miglior fotografia a Darius Khondji
- 2022 - Festival di Venezia
  - In concorso per il Leone d'oro al miglior film
- 2023 - Premio Ariel
  - Miglior regia a Alejandro González Iñárritu
  - Miglior attore a Daniel Giménez Cacho